# Kathrine Narducci
Pour les articles homonymes, voir Narducci.
Kathrine Narducci est une actrice américaine née le 22 novembre 1965 à East Harlem, New York (État de New York).
Elle est principalement connue pour avoir incarné Charmaine Bucco dans la série Les Soprano.

## Biographie
Kathrine Narducci est née le 22 novembre 1965 à East Harlem, New York (État de New York).
Son père, Nicky Narducci était dans la mafia. Il se fait tuer devant son bar, en 1973.

## Filmographie

### Cinéma

#### Longs métrages
- 1993 : Il était une fois le Bronx (A Bronx Tale) de Robert De Niro : Rosina Anello
- 1994 : Miracle sur la 34e rue (Miracle on 34th Street) de Les Mayfield : La mère
- 1998 : Cuisine américaine de Jean-Yves Pitoun : Bridget
- 2000 : Two Family House de Raymond De Felitta : Estelle Visalo
- 2009 : Chicago Overcoat de Brian Caunter : Lorraine Lionello
- 2009 : Blue de Ryan Miningham : Brenda Marshall
- 2009 : The Deported de Lance Kawas : Cynthia
- 2010 : Sex Addicts (Group Sex) de Lawrence Trilling : Frannie
- 2012 : To Redemption d'Alexia Oldini : Joanne Reed
- 2014 : Jersey Boys de Clint Eastwood : Mary Delgado
- 2014 : Zarra's Law de Juha Wuolijoki : Laura
- 2017 : Lost Cat Corona d'Anthony Tarsitano : Nora
- 2018 : Cruise de Robert D. Siegel : Mama Fortunato
- 2018 : La Loi de Brooklyn (First We Take Brooklyn) de Danny A. Abeckaser : Gale
- 2018 : American Dresser de Carmine Cangialosi : Mary
- 2019 : The Irishman de Martin Scorsese : Carrie Bufalino
- 2019 : Bad Education de Cory Finley : Sharon Katz
- 2019 : 79 Parts d'Ari Taub : Tante Josefina
- 2020 : Capone de Josh Trank : Rosie Capone
- 2020 : Two Ways to Go West de Ryan Brookhart : Faith
- 2020 : Blue: The American Dream de Ryan Miningham : Brenda Marshall
- 2022 : 69 Parts d'Ari Taub : Tante Josefina
- 2025 : The Alto Knights de Barry Levinson : Anna Genovese

#### Courts métrages
- 1998 : Pishadoo de Michael Canzoniero et Marco Ricci : Felicia
- 1999 : A Whole New Day de William Garcia : Carol
- 2007 : Slice de Carmen Maria Milito : Marie Leone
- 2010 : Ink de Marianne Jean-Baptiste : Luna
- 2017 : Toute La Vie d'Ella Mische : Henri, la chauffeur du taxi
- 2017 : Bricklayer's Poet de Gino Cafarelli : Luna
- 2021 : Love Is Love de Jeffrey Vincent Parise et elle-même : Sam (également co-scénariste)

### Télévision

#### Séries télévisées
- 1994 / 1997 - 1998 : New York, police judiciaire (Law and Order) : Louisa D'Angelo / Mme Marsh / Vicky Grant
- 1995 / 2004 : New York Police Blues (NYPD Blue) : Angela Biaggi / Ann Marie Fusco
- 1997 : Dellaventura : Celeste Roberti
- 1998 : La Famille trahie (Witness to the Mob) : Linda Milito
- 1999 - 2007 : Les Soprano (The Sopranos) : Charmaine Bucco
- 1999 - 2002 : New York 911 (Third Watch) : Jayme Mankowicz
- 2004 : Méthode Zoé (Wild Card) : Maria Antonello
- 2005 : FBI : Portés disparus (Without a Trace) : L'infirmière
- 2006 : Cold Case : Affaires classées (Cold Case) : Brenda en 2004 et 2006
- 2008 : US Marshals : Protection de témoins (In Plain Sight) : Felicia Santoro / Felicia Amato
- 2008 : New York, unité spéciale (Law and Order: Special Victims Unit) : Adrianna Vidal
- 2011 : Workaholics : Maria
- 2011 : Hung : Bernice
- 2014 - 2015 : Power : Frankie Lavarro
- 2015 : Blue Bloods : Anna Bianco
- 2016 : Major Crimes : Kate Kotero
- 2019 - 2023 : Godfather of Harlem : Olympia Gigant
- 2022 : Euphoria : Marie O'Neill

#### Téléfilm
- 2017 : The Wizard of Lies de Barry Levinson : Eleanor Squillari